# Condado de Douglas (Wisconsin)

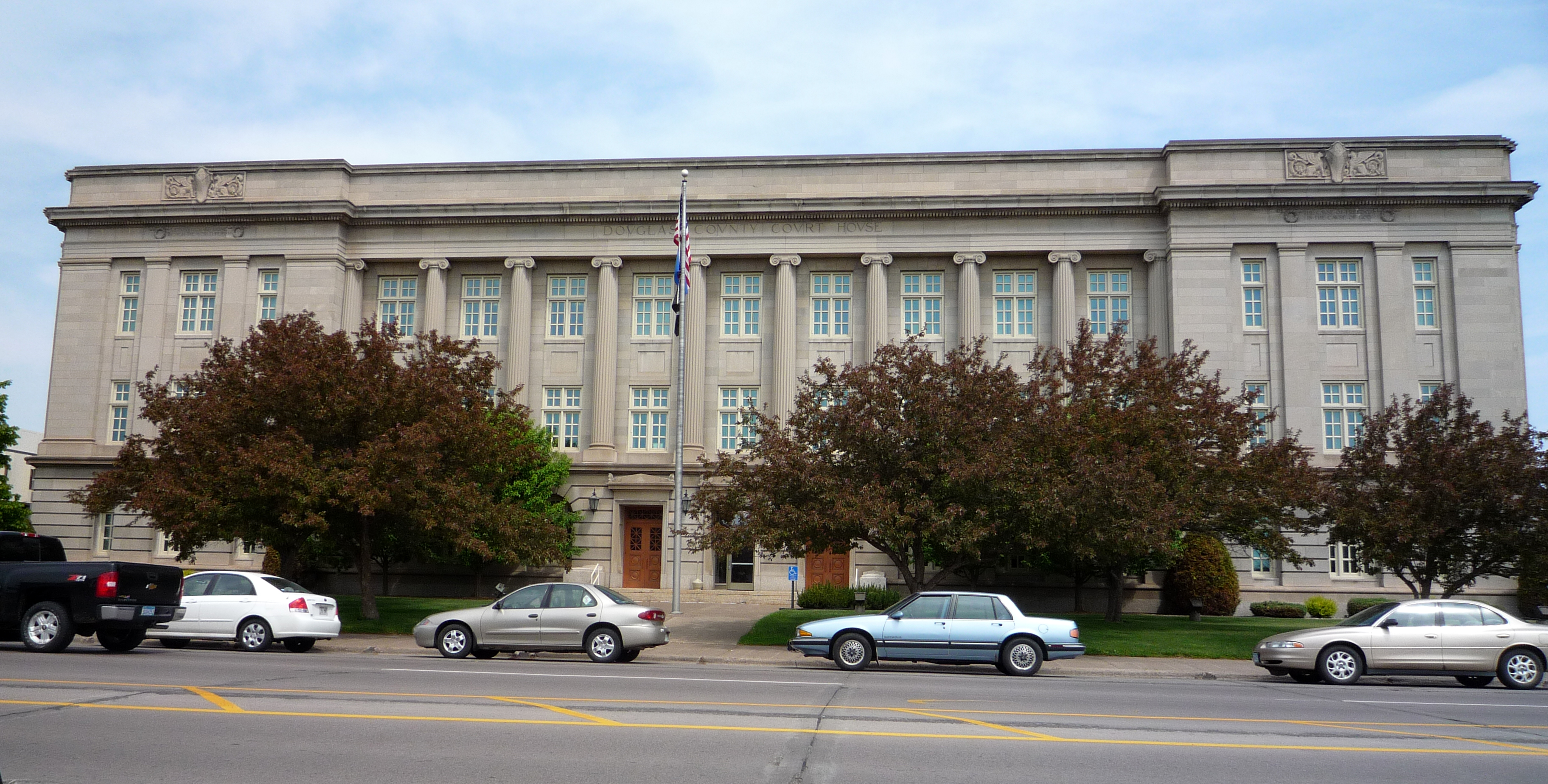
Douglas County Courthouse (Superior)

O Condado de Douglas é um dos 72 condados do Estado americano do Wisconsin. A sede do condado é Superior, e sua maior cidade é Superior. O condado possui uma área de 3 833 km² (dos quais 442 km² estão cobertos por água), uma população de 43 287 habitantes, e uma densidade populacional de 13 hab/km² (segundo o censo nacional de 2000). O condado foi fundado em 1854.